# Philippinen-Rind

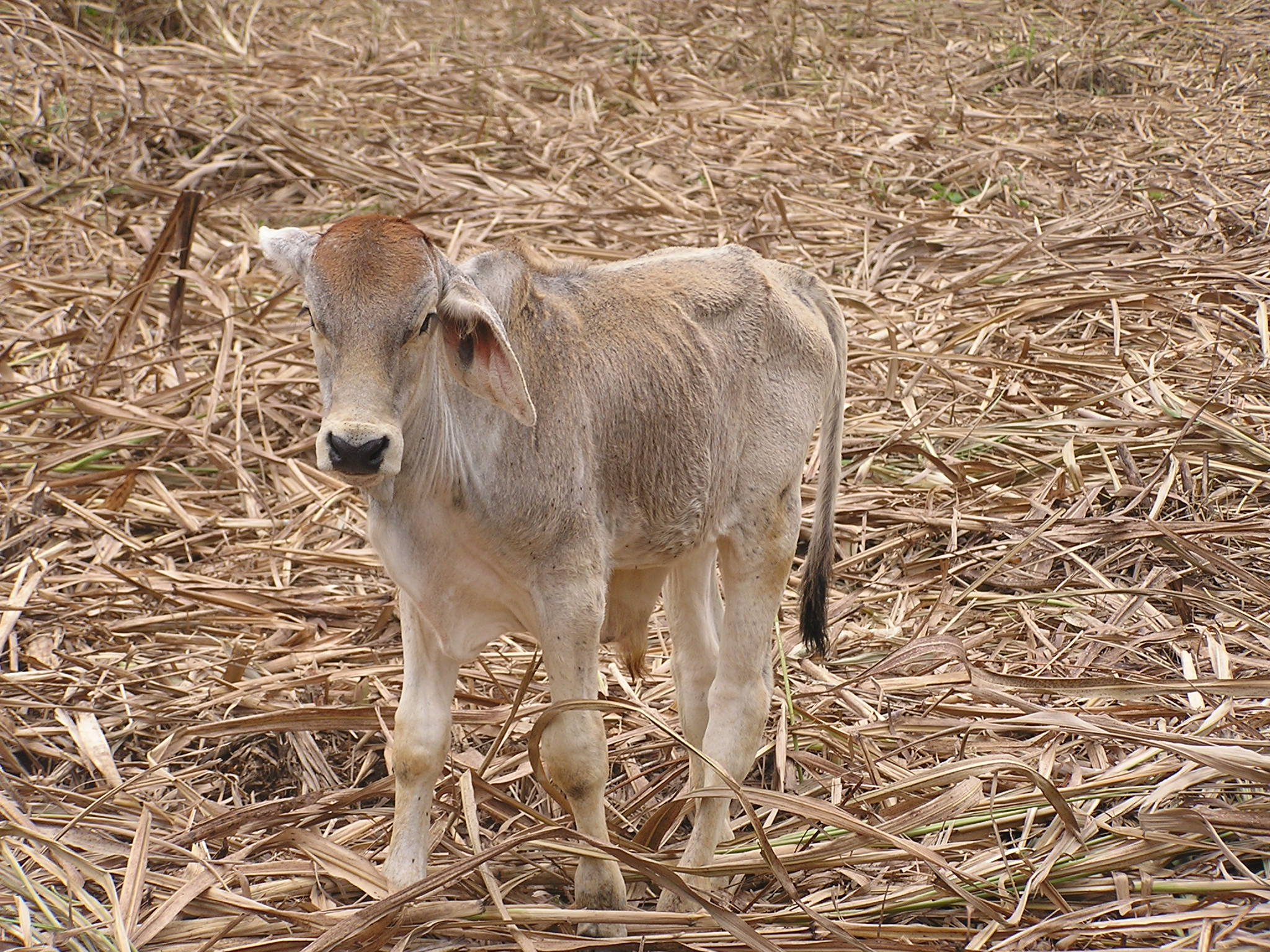
Kalb eines Philippinen-Rindes

Das Philippinen-Rind ist eine Zebu-Rinderrasse aus den Philippinen.
Die Philippinen-Rinder stammen von Südlichen Chinesischen Gelbvieh-Rindern ab, die aus Fujian in die Philippinen exportiert wurden.
Das Philippinen-Rind ist dem Südlichen Chinesischen Gelbvieh sehr ähnlich, wurde aber während der spanischen Kolonialherrschaft durch aus Mexiko importierte Rinder beeinflusst (Mexiko und die Philippinen waren Teil von Neuspanien, bis Mexiko 1821 unabhängig wurde).
Die Philippinen-Rinder variieren in ihrer Fellfarbe vom üblichen Gelb bis weiß oder braunorange, aber fast immer einfarbig. Sie besitzen stets einen Buckel.
Üblicherweise werden sie zur Fleischproduktion gehalten.
Es gibt drei Typen des Philippinen-Rindes:
- Ilocano in Nord-Luzon
- Batangas in Südwest-Luzon
- Iloilo auf Panay